# Dick Sawle
Richard "Dick" Sawle (Sheffield, Inglaterra; 1954) es un político británico de las Islas Malvinas, quien se ha desempeñado como Comisionado de Quejas desde el 15 de enero de 2014 y anteriormente se desempeñó como miembro de la Asamblea Legislativa por la circunscripción de Puerto Argentino/Stanley desde 2009 hasta 2013.

## Biografía
Sawle nació en Sheffield y se crio en Leyland, Lancashire. Luego estudió idioma español, estudios sobre América del Sur y egiptología en la Universidad de Liverpool. En 1986 emigró desde Inglaterra a las Islas Malvinas, trabajando como profesor en la Escuela Superior de Puerto Argentino/Stanley durante dos años. En 1988 se casó con Judith y se fundó la empresa pesquera Seaview Ltd. Sawle se convirtió en juez de paz en 1999, y en 2009 se retiró de su compañía y fue elegido miembro de la Asamblea Legislativa.
Tras el 30 aniversario de la Guerra de las Malvinas en 2012 y el referéndum de soberanía en 2013, Sawle comenzó una campaña para promover los intereses de los habitantes de las Malvinas a nivel internacional. Esto incluyó la asistencia a las reuniones parlamentarias y de negocios en Brasil, Panamá, Uruguay, y de otras naciones latinoamericanas. Sawle también apareció en Newsnight, The Daily Politics (ambos en la BBC) y escribió un editorial en The Guardian para promover aún más las Malvinas en el Reino Unido. Sawle no se presentó a la reelección en las elecciones generales de 2013. En enero de 2014 fue nombrado Comisionado de Quejas para las Malvinas por el gobernador Nigel Haywood.
A principios de 2015, Sawle presentó lo que él mismo denominó un himno para las islas. Tiene cuatro estrofas y se titula «Malvinas Libres y Justas». La primera mitad del himno propuesto hace referencia a la geografía de las islas, mientras que la otra concluye mencionando a los soldados caídos durante la guerra de 1982.